# 22603 Davidoconnor
22603 Davidoconnor (1998 HK133) là một tiểu hành tinh vành đai chính được phát hiện ngày 19 tháng 4 năm 1998 bởi nhóm nghiên cứu tiểu hành tinh gần Trái Đất phòng thí nghiệm Lincoln ở Socorro.